# Carenno
Carenno é uma comuna italiana da região da Lombardia, província de Lecco, com cerca de 1.456 habitantes. Estende-se por uma área de 7 km², tendo uma densidade populacional de 208 hab/km². Faz fronteira com Calolziocorte, Costa Valle Imagna (BG), Erve, Torre de' Busi, Valsecca (BG).

## Demografia
| Variação demográfica do município entre 1861 e 2011                               |
|                                                                                   |
| Fonte: Istituto Nazionale di Statistica (ISTAT) - Elaboração gráfica da Wikipedia |